# Neuilly (Nièvre)
Neuilly is een gemeente in het Franse departement Nièvre (regio Bourgogne-Franche-Comté) en telt 133 inwoners (2009). De plaats maakt deel uit van het arrondissement Clamecy.

## Geografie
De oppervlakte van Neuilly bedraagt 13,6 km², de bevolkingsdichtheid is 9,6 inwoners per km².
De onderstaande kaart toont de ligging van Neuilly (Nièvre) met de belangrijkste infrastructuur en aangrenzende gemeenten.

## Demografie
Onderstaande figuur toont het verloop van het inwonertal (bron: INSEE-tellingen).